# Безопасность прениже всего!
«Безопасность прениже всего!» (англ. Safety Last!; другой перевод — «Наконец в безопасности») — классический комедийный немой кинофильм 1923 года. Главные роли исполнили Гарольд Ллойд и Милдред Дэвис. Милдред Девис стала женой Гарольда Ллойда в том же 1923 году.
Фильм наиболее известен сценой, где Гарольд Ллойд висит над городом на стрелке часов.

## Сюжет
1920-е годы. Амбициозный молодой человек, жаждущий сделать карьеру, едет в большой город на заработки. Оставшиеся в маленьком городке родители и невеста возлагают на него большие надежды, но у него не получается найти работу лучше, чем продавец в универмаге тканей с оплатой $15 в неделю. Своей любимой, которая ждёт, пока он достигнет успеха, чтобы переехать жить к нему, наш герой пишет письма, в которых скрывает отсутствие своего продвижения по карьерной лестнице.
Умудрившись скопить из своей мизерной зарплаты на подвеску для невесты, но услышав от приятеля, с которым они делят комнату и всячески прячутся от квартирной хозяйки, что к подвеске нужна цепочка, Гарольд отсылает подвеску с «объяснением», что ему не понравилась цепочка, и он попросил её переделать. Его невеста Милдред в восторге от его успехов.
Как-то на улице он решает похвастаться перед приятелем, что сможет безнаказанно подшучивать над полицейским, и просит приятеля проделать с ним шутку над полицейским, в действительности тоже его хорошим знакомым, которому недавно повезло устроиться в полицию. Но пока они готовятся к розыгрышу, приходит другой полицейский, чего они не заметили. Неудачно разыгранный, этот полицейский начинает гоняться за приятелем Гарольда, но тот залезает на высокий дом. Полицейский кричит ему, что всё равно его разыщет. Приятель хвастается Гарольду, что запросто может залезть на 14-этажный дом.
Непосредственный начальник Гарольда всё время придирается к нему и подаёт на него докладную директору магазина, что Гарольд нарушил установленную форму и стоял за прилавком без пиджака (который стащили с него разгневанные ожиданием покупательницы во время распродажи). В день зарплаты Гарольд идёт в EATS, чтобы наконец-то наесться за 50 центов, но видит в витрине цепочку со скидкой за 15 долларов и 50 центов. Он отдаёт свою зарплату за неделю и последние 50 центов, и блюда одно за другим исчезают в его воображении. Когда Милдред получает по почте и цепочку к подвеске, её мама говорит ей, что опасно оставлять молодого человека с большими деньгами в крупном городе, и провинциальная простушка Милдред решает поехать в Нью-Йорк к жениху. Она неожиданно появляется в универмаге, и Гарольду приходится идти на немыслимые ухищрения, выдавая себя за директора магазина. Увидев, как Гарольд выходит после взбучки из кабинета директора, Милдред решает, что это его кабинет, и Гарольд то разговаривает со своим непосредственным начальником, прикрываясь листом ватмана с графиками, то просит Милдред притвориться потерявшей сознание, и говорит пришедшему в свой кабинет директору, чтобы он принёс стакан воды. Когда он всё же выводит Милдред из кабинета, та забывает свою сумочку, и обнаружив это в торговом зале, просит Гарольда вернуться за ней в кабинет.
Гарольд никак не решается постучать в дверь начальства, и нечаянно приоткрыв дверь, слышит слова директора о том, что тот готов заплатить тысячу долларов тому, кто привлечёт внимание к их универмагу. Гарольд предлагает ему идею, что один человек залезет на 12-этажное здание универмага. Директор соглашается, и Гарольд звонит приятелю и предлагает ему половину суммы.
Газеты рекламируют предстоящее событие, но по фото приятеля опознаёт полицейский и в назначенное время становится у места, с которого должно начаться восхождение. Гарольду приходится лезть самому. Улучив момент, приятель должен надеть шляпу и пиджак Гарольда и продолжить подъём, но за ним неотступно гоняется полицейский, и на каждом этаже приятель кричит Гарольду: «Ещё один этаж вверх, пока я избавлюсь от полицейского!» Когда Гарольд уже высоко, к универмагу приходит Милдред и узнаёт Гарольда.
Преодолев множество препятствий и избегнув почти неминуемых падений, Гарольд забирается на крышу универмага, там его обнимает Милдред. А его приятель бежит от полицейского уже по крыше и кричит: «Я вернусь, как только избавлюсь от полицейского!»

## В ролях
- Гарольд Ллойд — парень (Гарольд Ллойд)
- Милдред Дэвис — девушка (Милдред)
- Билл Стротер — приятель («Хромоножка» Билл)
- Ноа Янг — полицейский
- Рой Брукс — дружественный полицейский
- Уэсткотт Кларк — мистер Стаббс, администратор магазина
- Микки Дэниэлс
- Ричард Дэниелс
- Уоллес Хау — мужчина с цветами
- Джеймс Келли —  водитель грузовика доставки
- Гус Леонард
- Эрл Моэн — пьяница
- Чарльз Стивенсон
- Анна Таунсенд — бабушка

## Влияние
- Фрагмент, в котором Гарольд Ллойд висит на стрелках часов, использовался в начале фильма «Здравствуйте, я ваша тётя!», а также в фильме «Хранитель времени».

- Аллюзия к этой сцене, но без комической составляющей, использована в фильме «Тридцать девять ступеней» (1978), где главный герой пытается остановить часовой механизм в башне Вестминстерского дворца собственным весом.

- Также отсылкой к этому фрагменту является сцена из художественного фильма «Назад в будущее», в которой Эмметт Браун (Кристофер Ллойд) висит на стрелке часов в Хилл-Велли 1955 года перед грозой.

- Один из наиболее знаменитых трюков в актерской карьере Джеки Чана — это падение со стрелок часовой башни в фильме «Проект А». Падение было настоящим, и во время съёмки одного из дублей актёр получил серьезные травмы.